# Señorío de Collagua
El Señorío de Collagua fue una entidad política preincaica ubicada en la región del Cañón del Colca, en el actual departamento de Arequipa, Perú, en el Intermedio Tardío.

## Ubicación
Se ubicaba en el Valle del Colca, en la sierra del Departamento de Arequipa, en Perú.

## Historia
Surgió tras la caída del imperio wari, en el Periodo Intermedio Tardío. El territorio estuvo bajo la hegemonía de la cultura wari entre los años 600 d. C. y 1200 d.c .  Se dice que los collaguas afirmaban proceder del volcán Collaguata.  
A mediados del siglo XV, estimulados por la victoria de los incas sobre los chancas en Yahuarpampa, el Tahuantinsuyo comenzó a expandirse geopolíticamente por el valle del Colca. Hacia el año 1450, junto a los cabanas, los collaguas fueron incorporados al Imperio Incaico. 

## Lengua
Su lengua era el aymara.

## Andenes
La construcción de andenes en el valle del Colca, tuvieron su esplendor en el período cultural collagua, aunque los hubo anteriores y también durante el período inca. 

## Prácticas identitarias
Al igual que los cabanas, los collaguas vendaban la cabeza de los recién nacidos con el objetivo de comprimir, adelgazar y alargar sus cráneos para moldearlos a la forma conoide del volcán Collaguata.

## Subgrupos
La etnia collagua contaba con dos subgrupos: Lari-Collaguas y Yanque-Collaguas, siendo en la parcialidad de Hanan del segundo grupo donde se concentraba el poder del gobierno regional , y cuya sede se ubicaba en lo que hoy sería el actual distrito de Coporaque.